# Pas de Suse
Le pas de Suse est un défilé des Alpes, parcouru par la Doire Ripaire, et qui constituait jusqu'au traité d'Utrecht de 1713 la frontière entre le royaume de France (Dauphiné) et les États de Savoie. Suse en commandait l'entrée, à l'est, du côté savoyard (Piémont). Gardé à l'amont et à l'ouest, côté français d'alors, par le fort d'Exilles, ce défilé est situé à 500 mètres d'altitude.

## Histoire
Le 9 mars 1629, durant la guerre de succession de Mantoue, l'armée, commandée par Bernard de Nogaret de La Valette d'Épernon, sous Louis XIII, en força le passage, tenu par les Impériaux et les Suisses. Les troupes françaises disposaient de 20 000 hommes et 200 chevaux. Cet événement est notamment raconté par Louis de Rouvroy, duc de Saint-Simon, dans ses Mémoires. Alexandre Dumas en fait aussi un récit détaillé dans la quatrième et dernière partie du Comte de Moret (réédité sous le titre Le sphinx rouge), qui conclut : « L'effet moral de la campagne française, terminée en quelques jours, avait été immense; l'affaire surprit l'Europe et fit grand honneur au roi Louis XIII, le seul de tous les souverains, avec Gustave-Adolphe, qui sortît de son palais l'épée au côté, et de son royaume l'épée à la main.

## En savoir plus